# Станция Духовская (посёлок)
Духовская — станция (тип населенного пункта) в Кардымовском районе Смоленской области России. Входит в состав Мольковского сельского поселения. Население — 134 жителя (2007 год). Расположена в центральной части области в 12 км к юго-западу от Кардымова, в 6 км южнее автодороги Р134 «Старая Смоленская дорога» Смоленск — Дорогобуж — Вязьма — Зубцов, на берегу реки Соменка.
В 0,1 км южнее населённого пункта расположена железнодорожная станция «Духовская» на линии Занозная — Колодня, открытая в 1870 году.

## История
В годы Великой Отечественной войны станция была оккупирована гитлеровскими войсками в августе 1941 года, освобождена в сентябре 1943 года.